# Baskerlandet Rundt 2023
Baskerlandet Rundt 2023 (Itzulia Basque Country) var den 62. udgave af det spanske etapeløb Baskerlandet Rundt. Cykelløbets seks etaper havde en samlet distance på 992,5 km, og blev kørt fra 3. april med start i Vitoria-Gasteiz til 8. april 2023 hvor der var mål i Eibar. Løbet var 15. arrangement på UCI World Tour 2023.
Efter tre etapesejre blev Team Jumbo-Vismas danske holdkaptajn Jonas Vingegaard en sikker samlet vinder af løbet, ligesom han også vandt pointkonkurrencen. 72 sekunder efter kom Mikel Landa fra Bahrain Victorious ind på løbets samlede andenplads, mens Cofidis’ Jon Izagirre tog sig af den sidste plads på podiet.

## Etaperne
| Etape    | Dato    | Start – Mål                           | type              | Afstand (km) | Elevation (m) | Etapevinder      | Førende rytter   |
| -------- | ------- | ------------------------------------- | ----------------- | ------------ | ------------- | ---------------- | ---------------- |
| 1. etape | 3. apr. | Vitoria-Gasteiz – Labastida           | middel bjergetape | 165,4        | 2.514 m       | Ethan Hayter     | Ethan Hayter     |
| 2. etape | 4. apr. | Viana – Leitza                        | bjergetape        | 193,8        | 3.261 m       | Ide Schelling    | Ide Schelling    |
| 3. etape | 5. apr. | Errenteria – Villabona                | middel bjergetape | 153,9        | 2.586 m       | Jonas Vingegaard | Jonas Vingegaard |
| 4. etape | 6. apr. | Santurtzi – Santurtzi                 | middel bjergetape | 175,7        | 3.091 m       | Jonas Vingegaard | Jonas Vingegaard |
| 5. etape | 7. apr. | Amorebieta-Etxano – Amorebieta-Etxano | bjergetape        | 165,9        | 3.260 m       | Sergio Higuita   | Jonas Vingegaard |
| 6. etape | 8. apr. | Eibar – Eibar                         | bjergetape        | 137,8        | 3.472 m       | Jonas Vingegaard | Jonas Vingegaard |

### 1. etape
| Vitoria-Gasteiz - Labastida | middel bjergetape | (165,4 km) |

| \| Etaperesultat \| Etaperesultat \| Etaperesultat \| Etaperesultat \| Etaperesultat \| \| Rytter \| Rytter \| Hold \| Tid \| \| \| ------------- \| ----------------- \| ---------------------- \| ------------- \| ------------- \| \| 1. \| Ethan Hayter \| Ineos Grenadiers \| 4t 01' 24" \| \| \| 2. \| Mauro Schmid \| Soudal Quick-Step \| + 0" \| \| \| 3. \| Jon Aberasturi \| Trek-Segafredo \| + 0" \| \| \| 4. \| Alex Aranburu \| Movistar Team \| + 0" \| \| \| 5. \| Orluis Aular \| Caja Rural-Seguros RGA \| + 0" \| \| \| 6. \| Richard Carapaz \| EF Education-EasyPost \| + 0" \| \| \| 7. \| Quinten Hermans \| Alpecin-Deceuninck \| + 0" \| \| \| 8. \| Gonzalo Serrano \| Movistar Team \| + 0" \| \| \| 9. \| Mattias Skjelmose \| Trek-Segafredo \| + 0" \| \| \| 10. \| Cristian Scaroni \| Astana Qazaqstan Team \| + 0" \| \| |                   |                        |            |
| |                   |                        |            |
| Kilde: ProCyclingStats |                   |                        |            |
| Etaperesultat |                   |                        |            |
| Rytter | Rytter            | Hold                   | Tid        |
| 1. | Ethan Hayter      | Ineos Grenadiers       | 4t 01' 24" |
| 2. | Mauro Schmid      | Soudal Quick-Step      | + 0"       |
| 3. | Jon Aberasturi    | Trek-Segafredo         | + 0"       |
| 4. | Alex Aranburu     | Movistar Team          | + 0"       |
| 5. | Orluis Aular      | Caja Rural-Seguros RGA | + 0"       |
| 6. | Richard Carapaz   | EF Education-EasyPost  | + 0"       |
| 7. | Quinten Hermans   | Alpecin-Deceuninck     | + 0"       |
| 8. | Gonzalo Serrano   | Movistar Team          | + 0"       |
| 9. | Mattias Skjelmose | Trek-Segafredo         | + 0"       |
| 10. | Cristian Scaroni  | Astana Qazaqstan Team  | + 0"       |

| \| Samlede stilling \| Samlede stilling \| Samlede stilling \| Samlede stilling \| Samlede stilling \| \| Rytter \| Rytter \| Hold \| Tid \| \| \| ---------------- \| ------------------ \| ---------------------- \| ---------------- \| ---------------- \| \| 1. \| Ethan Hayter \| Ineos Grenadiers \| 4t 01' 14" \| \| \| 2. \| Mauro Schmid \| Soudal Quick-Step \| + 4" \| \| \| 3. \| Jon Aberasturi \| Trek-Segafredo \| + 6" \| \| \| 4. \| Daniel Martínez \| Ineos Grenadiers \| + 7" \| \| \| 5. \| Jonas Vingegaard \| Jumbo-Visma \| + 8" \| \| \| 6. \| Marc Soler \| UAE Team Emirates \| + 9" \| \| \| 7. \| Cristián Rodríguez \| Arkéa-Samsic \| + 9" \| \| \| 8. \| Alex Aranburu \| Movistar Team \| + 10" \| \| \| 9. \| Orluis Aular \| Caja Rural-Seguros RGA \| + 10" \| \| \| 10. \| Richard Carapaz \| EF Education-EasyPost \| + 10" \| \| |                    |                        |            |
| |                    |                        |            |
| Kilde: ProCyclingStats |                    |                        |            |
| Samlede stilling |                    |                        |            |
| Rytter | Rytter             | Hold                   | Tid        |
| 1. | Ethan Hayter       | Ineos Grenadiers       | 4t 01' 14" |
| 2. | Mauro Schmid       | Soudal Quick-Step      | + 4"       |
| 3. | Jon Aberasturi     | Trek-Segafredo         | + 6"       |
| 4. | Daniel Martínez    | Ineos Grenadiers       | + 7"       |
| 5. | Jonas Vingegaard   | Jumbo-Visma            | + 8"       |
| 6. | Marc Soler         | UAE Team Emirates      | + 9"       |
| 7. | Cristián Rodríguez | Arkéa-Samsic           | + 9"       |
| 8. | Alex Aranburu      | Movistar Team          | + 10"      |
| 9. | Orluis Aular       | Caja Rural-Seguros RGA | + 10"      |
| 10. | Richard Carapaz    | EF Education-EasyPost  | + 10"      |

### 2. etape
| Viana - Leitza | bjergetape | (193,8 km) |

| \| Etaperesultat \| Etaperesultat \| Etaperesultat \| Etaperesultat \| Etaperesultat \| \| Rytter \| Rytter \| Hold \| Tid \| \| \| ------------- \| ---------------- \| --------------------- \| ------------- \| ------------- \| \| 1. \| Ide Schelling \| Bora-Hansgrohe \| 4t 53' 33" \| \| \| 2. \| Matteo Sobrero \| Team Jayco AlUla \| + 0" \| \| \| 3. \| David Gaudu \| Groupama-FDJ \| + 0" \| \| \| 4. \| Alex Aranburu \| Movistar Team \| + 0" \| \| \| 5. \| Brandon McNulty \| UAE Team Emirates \| + 0" \| \| \| 6. \| Andrea Bagioli \| Soudal Quick-Step \| + 0" \| \| \| 7. \| Rigoberto Urán \| EF Education-EasyPost \| + 0" \| \| \| 8. \| Cristian Scaroni \| Astana Qazaqstan Team \| + 0" \| \| \| 9. \| Simon Guglielmi \| Arkéa-Samsic \| + 0" \| \| \| 10. \| Ruben Guerreiro \| Movistar Team \| + 0" \| \| |                  |                       |            |
| |                  |                       |            |
| Kilde: ProCyclingStats |                  |                       |            |
| Etaperesultat |                  |                       |            |
| Rytter | Rytter           | Hold                  | Tid        |
| 1. | Ide Schelling    | Bora-Hansgrohe        | 4t 53' 33" |
| 2. | Matteo Sobrero   | Team Jayco AlUla      | + 0"       |
| 3. | David Gaudu      | Groupama-FDJ          | + 0"       |
| 4. | Alex Aranburu    | Movistar Team         | + 0"       |
| 5. | Brandon McNulty  | UAE Team Emirates     | + 0"       |
| 6. | Andrea Bagioli   | Soudal Quick-Step     | + 0"       |
| 7. | Rigoberto Urán   | EF Education-EasyPost | + 0"       |
| 8. | Cristian Scaroni | Astana Qazaqstan Team | + 0"       |
| 9. | Simon Guglielmi  | Arkéa-Samsic          | + 0"       |
| 10. | Ruben Guerreiro  | Movistar Team         | + 0"       |

| \| Samlede stilling \| Samlede stilling \| Samlede stilling \| Samlede stilling \| Samlede stilling \| \| Rytter \| Rytter \| Hold \| Tid \| \| \| ---------------- \| ----------------- \| --------------------- \| ---------------- \| ---------------- \| \| 1. \| Ide Schelling \| Bora-Hansgrohe \| 8t 54' 47" \| \| \| 2. \| Matteo Sobrero \| Team Jayco AlUla \| + 4" \| \| \| 3. \| David Gaudu \| Groupama-FDJ \| + 6" \| \| \| 4. \| Mikel Landa \| Bahrain Victorious \| + 7" \| \| \| 5. \| Jonas Vingegaard \| Jumbo-Visma \| + 8" \| \| \| 6. \| Alex Aranburu \| Movistar Team \| + 10" \| \| \| 7. \| Andrea Bagioli \| Soudal Quick-Step \| + 10" \| \| \| 8. \| Cristian Scaroni \| Astana Qazaqstan Team \| + 10" \| \| \| 9. \| Mattias Skjelmose \| Trek-Segafredo \| + 10" \| \| \| 10. \| Richard Carapaz \| EF Education-EasyPost \| + 10" \| \| |                   |                       |            |
| |                   |                       |            |
| Kilde: ProCyclingStats |                   |                       |            |
| Samlede stilling |                   |                       |            |
| Rytter | Rytter            | Hold                  | Tid        |
| 1. | Ide Schelling     | Bora-Hansgrohe        | 8t 54' 47" |
| 2. | Matteo Sobrero    | Team Jayco AlUla      | + 4"       |
| 3. | David Gaudu       | Groupama-FDJ          | + 6"       |
| 4. | Mikel Landa       | Bahrain Victorious    | + 7"       |
| 5. | Jonas Vingegaard  | Jumbo-Visma           | + 8"       |
| 6. | Alex Aranburu     | Movistar Team         | + 10"      |
| 7. | Andrea Bagioli    | Soudal Quick-Step     | + 10"      |
| 8. | Cristian Scaroni  | Astana Qazaqstan Team | + 10"      |
| 9. | Mattias Skjelmose | Trek-Segafredo        | + 10"      |
| 10. | Richard Carapaz   | EF Education-EasyPost | + 10"      |

### 3. etape
| Errenteria - Villabona | middel bjergetape | (153,9 km) |

| \| Etaperesultat \| Etaperesultat \| Etaperesultat \| Etaperesultat \| Etaperesultat \| \| Rytter \| Rytter \| Hold \| Tid \| \| \| ------------- \| ----------------- \| ------------------ \| ------------- \| ------------- \| \| 1. \| Jonas Vingegaard \| Jumbo-Visma \| 3t 51' 58" \| \| \| 2. \| Mikel Landa \| Bahrain Victorious \| + 2" \| \| \| 3. \| Enric Mas \| Movistar Team \| + 2" \| \| \| 4. \| Jon Izagirre \| Cofidis \| + 8" \| \| \| 5. \| David Gaudu \| Groupama-FDJ \| + 8" \| \| \| 6. \| Mattias Skjelmose \| Trek-Segafredo \| + 10" \| \| \| 7. \| Felix Gall \| AG2R Citroën Team \| + 12" \| \| \| 8. \| Andrea Bagioli \| Soudal Quick-Step \| + 13" \| \| \| 9. \| Simon Yates \| Team Jayco AlUla \| + 13" \| \| \| 10. \| Alex Aranburu \| Movistar Team \| + 13" \| \| |                   |                    |            |
| |                   |                    |            |
| Kilde: ProCyclingStats |                   |                    |            |
| Etaperesultat |                   |                    |            |
| Rytter | Rytter            | Hold               | Tid        |
| 1. | Jonas Vingegaard  | Jumbo-Visma        | 3t 51' 58" |
| 2. | Mikel Landa       | Bahrain Victorious | + 2"       |
| 3. | Enric Mas         | Movistar Team      | + 2"       |
| 4. | Jon Izagirre      | Cofidis            | + 8"       |
| 5. | David Gaudu       | Groupama-FDJ       | + 8"       |
| 6. | Mattias Skjelmose | Trek-Segafredo     | + 10"      |
| 7. | Felix Gall        | AG2R Citroën Team  | + 12"      |
| 8. | Andrea Bagioli    | Soudal Quick-Step  | + 13"      |
| 9. | Simon Yates       | Team Jayco AlUla   | + 13"      |
| 10. | Alex Aranburu     | Movistar Team      | + 13"      |

| \| Samlede stilling \| Samlede stilling \| Samlede stilling \| Samlede stilling \| Samlede stilling \| \| Rytter \| Rytter \| Hold \| Tid \| \| \| ---------------- \| ----------------- \| ------------------ \| ---------------- \| ---------------- \| \| 1. \| Jonas Vingegaard \| Jumbo-Visma \| 12t 46' 43" \| \| \| 2. \| Mikel Landa \| Bahrain Victorious \| + 5" \| \| \| 3. \| David Gaudu \| Groupama-FDJ \| + 16" \| \| \| 4. \| Jon Izagirre \| Cofidis \| + 20" \| \| \| 5. \| Enric Mas \| Movistar Team \| + 21" \| \| \| 6. \| Mattias Skjelmose \| Trek-Segafredo \| + 22" \| \| \| 7. \| Matteo Sobrero \| Team Jayco AlUla \| + 23" \| \| \| 8. \| Alex Aranburu \| Movistar Team \| + 25" \| \| \| 9. \| Andrea Bagioli \| Soudal Quick-Step \| + 25" \| \| \| 10. \| Rémy Rochas \| Cofidis \| + 25" \| \| |                   |                    |             |
| |                   |                    |             |
| Kilde: ProCyclingStats |                   |                    |             |
| Samlede stilling |                   |                    |             |
| Rytter | Rytter            | Hold               | Tid         |
| 1. | Jonas Vingegaard  | Jumbo-Visma        | 12t 46' 43" |
| 2. | Mikel Landa       | Bahrain Victorious | + 5"        |
| 3. | David Gaudu       | Groupama-FDJ       | + 16"       |
| 4. | Jon Izagirre      | Cofidis            | + 20"       |
| 5. | Enric Mas         | Movistar Team      | + 21"       |
| 6. | Mattias Skjelmose | Trek-Segafredo     | + 22"       |
| 7. | Matteo Sobrero    | Team Jayco AlUla   | + 23"       |
| 8. | Alex Aranburu     | Movistar Team      | + 25"       |
| 9. | Andrea Bagioli    | Soudal Quick-Step  | + 25"       |
| 10. | Rémy Rochas       | Cofidis            | + 25"       |

### 4. etape
| Santurtzi - Santurtzi | middel bjergetape | (175,7 km) |

| \| Etaperesultat \| Etaperesultat \| Etaperesultat \| Etaperesultat \| Etaperesultat \| \| Rytter \| Rytter \| Hold \| Tid \| \| \| ------------- \| ------------------- \| --------------------- \| ------------- \| ------------- \| \| 1. \| Jonas Vingegaard \| Jumbo-Visma \| 3t 51' 58" \| \| \| 2. \| Mikel Landa \| Bahrain Victorious \| + 0" \| \| \| 3. \| Mauro Schmid \| Soudal Quick-Step \| + 2" \| \| \| 4. \| Matteo Sobrero \| Team Jayco AlUla \| + 2" \| \| \| 5. \| Brandon McNulty \| UAE Team Emirates \| + 2" \| \| \| 6. \| Rigoberto Urán \| EF Education-EasyPost \| + 2" \| \| \| 7. \| David Gaudu \| Groupama-FDJ \| + 2" \| \| \| 8. \| Felix Gall \| AG2R Citroën Team \| + 2" \| \| \| 9. \| Clément Champoussin \| Arkéa-Samsic \| + 2" \| \| \| 10. \| Mattias Skjelmose \| Trek-Segafredo \| + 2" \| \| |                     |                       |            |
| |                     |                       |            |
| Kilde: ProCyclingStats |                     |                       |            |
| Etaperesultat |                     |                       |            |
| Rytter | Rytter              | Hold                  | Tid        |
| 1. | Jonas Vingegaard    | Jumbo-Visma           | 3t 51' 58" |
| 2. | Mikel Landa         | Bahrain Victorious    | + 0"       |
| 3. | Mauro Schmid        | Soudal Quick-Step     | + 2"       |
| 4. | Matteo Sobrero      | Team Jayco AlUla      | + 2"       |
| 5. | Brandon McNulty     | UAE Team Emirates     | + 2"       |
| 6. | Rigoberto Urán      | EF Education-EasyPost | + 2"       |
| 7. | David Gaudu         | Groupama-FDJ          | + 2"       |
| 8. | Felix Gall          | AG2R Citroën Team     | + 2"       |
| 9. | Clément Champoussin | Arkéa-Samsic          | + 2"       |
| 10. | Mattias Skjelmose   | Trek-Segafredo        | + 2"       |

| \| Samlede stilling \| Samlede stilling \| Samlede stilling \| Samlede stilling \| Samlede stilling \| \| Rytter \| Rytter \| Hold \| Tid \| \| \| ---------------- \| ----------------- \| ------------------ \| ---------------- \| ---------------- \| \| 1. \| Jonas Vingegaard \| Jumbo-Visma \| 17t 08' 56" \| \| \| 2. \| Mikel Landa \| Bahrain Victorious \| + 12" \| \| \| 3. \| David Gaudu \| Groupama-FDJ \| + 31" \| \| \| 4. \| Matteo Sobrero \| Team Jayco AlUla \| + 33" \| \| \| 5. \| Jon Izagirre \| Cofidis \| + 33" \| \| \| 6. \| Enric Mas \| Movistar Team \| + 36" \| \| \| 7. \| Mattias Skjelmose \| Trek-Segafredo \| + 37" \| \| \| 8. \| Brandon McNulty \| UAE Team Emirates \| + 38" \| \| \| 9. \| Simon Yates \| Team Jayco AlUla \| + 39" \| \| \| 10. \| James Knox \| Soudal Quick-Step \| + 46" \| \| |                   |                    |             |
| |                   |                    |             |
| Kilde: ProCyclingStats |                   |                    |             |
| Samlede stilling |                   |                    |             |
| Rytter | Rytter            | Hold               | Tid         |
| 1. | Jonas Vingegaard  | Jumbo-Visma        | 17t 08' 56" |
| 2. | Mikel Landa       | Bahrain Victorious | + 12"       |
| 3. | David Gaudu       | Groupama-FDJ       | + 31"       |
| 4. | Matteo Sobrero    | Team Jayco AlUla   | + 33"       |
| 5. | Jon Izagirre      | Cofidis            | + 33"       |
| 6. | Enric Mas         | Movistar Team      | + 36"       |
| 7. | Mattias Skjelmose | Trek-Segafredo     | + 37"       |
| 8. | Brandon McNulty   | UAE Team Emirates  | + 38"       |
| 9. | Simon Yates       | Team Jayco AlUla   | + 39"       |
| 10. | James Knox        | Soudal Quick-Step  | + 46"       |

### 5. etape
| Amorebieta-Etxano - Amorebieta-Etxano | bjergetape | (165,9 km) |

| \| Etaperesultat \| Etaperesultat \| Etaperesultat \| Etaperesultat \| Etaperesultat \| \| Rytter \| Rytter \| Hold \| Tid \| \| \| ------------- \| ------------------- \| ----------------- \| ------------- \| ------------- \| \| 1. \| Sergio Higuita \| Bora-Hansgrohe \| 3t 59' 57" \| \| \| 2. \| Andrea Bagioli \| Soudal Quick-Step \| + 0" \| \| \| 3. \| Mattias Skjelmose \| Trek-Segafredo \| + 0" \| \| \| 4. \| Matteo Sobrero \| Team Jayco AlUla \| + 0" \| \| \| 5. \| Mauro Schmid \| Soudal Quick-Step \| + 0" \| \| \| 6. \| Clément Champoussin \| Arkéa-Samsic \| + 0" \| \| \| 7. \| Jon Izagirre \| Cofidis \| + 0" \| \| \| 8. \| Felix Gall \| AG2R Citroën Team \| + 0" \| \| \| 9. \| Ruben Guerreiro \| Movistar Team \| + 0" \| \| \| 10. \| Jonas Vingegaard \| Jumbo-Visma \| + 0" \| \| |                     |                   |            |
| |                     |                   |            |
| Kilde: ProCyclingStats |                     |                   |            |
| Etaperesultat |                     |                   |            |
| Rytter | Rytter              | Hold              | Tid        |
| 1. | Sergio Higuita      | Bora-Hansgrohe    | 3t 59' 57" |
| 2. | Andrea Bagioli      | Soudal Quick-Step | + 0"       |
| 3. | Mattias Skjelmose   | Trek-Segafredo    | + 0"       |
| 4. | Matteo Sobrero      | Team Jayco AlUla  | + 0"       |
| 5. | Mauro Schmid        | Soudal Quick-Step | + 0"       |
| 6. | Clément Champoussin | Arkéa-Samsic      | + 0"       |
| 7. | Jon Izagirre        | Cofidis           | + 0"       |
| 8. | Felix Gall          | AG2R Citroën Team | + 0"       |
| 9. | Ruben Guerreiro     | Movistar Team     | + 0"       |
| 10. | Jonas Vingegaard    | Jumbo-Visma       | + 0"       |

| \| Samlede stilling \| Samlede stilling \| Samlede stilling \| Samlede stilling \| Samlede stilling \| \| Rytter \| Rytter \| Hold \| Tid \| \| \| ---------------- \| ----------------- \| ------------------ \| ---------------- \| ---------------- \| \| 1. \| Jonas Vingegaard \| Jumbo-Visma \| 21t 08' 52" \| \| \| 2. \| Mikel Landa \| Bahrain Victorious \| + 13" \| \| \| 3. \| Mattias Skjelmose \| Trek-Segafredo \| + 32" \| \| \| 4. \| David Gaudu \| Groupama-FDJ \| + 32" \| \| \| 5. \| Matteo Sobrero \| Team Jayco AlUla \| + 34" \| \| \| 6. \| Jon Izagirre \| Cofidis \| + 34" \| \| \| 7. \| Enric Mas \| Movistar Team \| + 37" \| \| \| 8. \| Sergio Higuita \| Bora-Hansgrohe \| + 38" \| \| \| 9. \| Brandon McNulty \| UAE Team Emirates \| + 39" \| \| \| 10. \| Simon Yates \| Team Jayco AlUla \| + 40" \| \| |                   |                    |             |
| |                   |                    |             |
| Kilde: ProCyclingStats |                   |                    |             |
| Samlede stilling |                   |                    |             |
| Rytter | Rytter            | Hold               | Tid         |
| 1. | Jonas Vingegaard  | Jumbo-Visma        | 21t 08' 52" |
| 2. | Mikel Landa       | Bahrain Victorious | + 13"       |
| 3. | Mattias Skjelmose | Trek-Segafredo     | + 32"       |
| 4. | David Gaudu       | Groupama-FDJ       | + 32"       |
| 5. | Matteo Sobrero    | Team Jayco AlUla   | + 34"       |
| 6. | Jon Izagirre      | Cofidis            | + 34"       |
| 7. | Enric Mas         | Movistar Team      | + 37"       |
| 8. | Sergio Higuita    | Bora-Hansgrohe     | + 38"       |
| 9. | Brandon McNulty   | UAE Team Emirates  | + 39"       |
| 10. | Simon Yates       | Team Jayco AlUla   | + 40"       |

### 6. etape
| Eibar - Eibar | bjergetape | (137,8 km) |

| \| Etaperesultat \| Etaperesultat \| Etaperesultat \| Etaperesultat \| Etaperesultat \| \| Rytter \| Rytter \| Hold \| Tid \| \| \| ------------- \| ---------------- \| ----------------- \| ------------- \| ------------- \| \| 1. \| Jonas Vingegaard \| Jumbo-Visma \| 3t 36' 42" \| \| \| 2. \| James Knox \| Soudal Quick-Step \| + 47" \| \| \| 3. \| Jon Izagirre \| Cofidis \| + 49" \| \| \| 4. \| Brandon McNulty \| UAE Team Emirates \| + 49" \| \| \| 5. \| Sergio Higuita \| Bora-Hansgrohe \| + 49" \| \| \| 6. \| David Gaudu \| Groupama-FDJ \| + 49" \| \| \| 7. \| Mauro Schmid \| Soudal Quick-Step \| + 49" \| \| \| 8. \| Simon Yates \| Team Jayco AlUla \| + 49" \| \| \| 9. \| Enric Mas \| Movistar Team \| + 49" \| \| \| 10. \| Felix Gall \| AG2R Citroën Team \| + 49" \| \| |                  |                   |            |
| |                  |                   |            |
| Kilde: ProCyclingStats |                  |                   |            |
| Etaperesultat |                  |                   |            |
| Rytter | Rytter           | Hold              | Tid        |
| 1. | Jonas Vingegaard | Jumbo-Visma       | 3t 36' 42" |
| 2. | James Knox       | Soudal Quick-Step | + 47"      |
| 3. | Jon Izagirre     | Cofidis           | + 49"      |
| 4. | Brandon McNulty  | UAE Team Emirates | + 49"      |
| 5. | Sergio Higuita   | Bora-Hansgrohe    | + 49"      |
| 6. | David Gaudu      | Groupama-FDJ      | + 49"      |
| 7. | Mauro Schmid     | Soudal Quick-Step | + 49"      |
| 8. | Simon Yates      | Team Jayco AlUla  | + 49"      |
| 9. | Enric Mas        | Movistar Team     | + 49"      |
| 10. | Felix Gall       | AG2R Citroën Team | + 49"      |

## Trøjernes fordeling gennem løbet
| Etape    |                   | Vinder _         | Samlede stilling | Pointtrøje       | Bjergtrøje      | Ungdomstrøje      | Mest angrebsivrige | Holdkonkurrence   |
| -------- | ----------------- | ---------------- | ---------------- | ---------------- | --------------- | ----------------- | ------------------ | ----------------- |
| 1. etape | middel bjergetape | Ethan Hayter     | Ethan Hayter     | Ethan Hayter     | Jon Barrenetxea | Ethan Hayter      | Txomin Juaristi    | Ineos Grenadiers  |
| 2. etape | bjergetape        | Ide Schelling    | Ide Schelling    | Alex Aranburu    | Jon Barrenetxea | Ide Schelling     | Javier Romo        | Movistar Team     |
| 3. etape | middel bjergetape | Jonas Vingegaard | Jonas Vingegaard | Alex Aranburu    | Jon Barrenetxea | Mattias Skjelmose | Rémi Cavagna       | Movistar Team     |
| 4. etape | middel bjergetape | Jonas Vingegaard | Jonas Vingegaard | Jonas Vingegaard | Jon Barrenetxea | Mattias Skjelmose | Jon Barrenetxea    | Movistar Team     |
| 5. etape | bjergetape        | Sergio Higuita   | Jonas Vingegaard | Jonas Vingegaard | Jon Barrenetxea | Mattias Skjelmose | Mattia Cattaneo    | Soudal Quick-Step |
| 6. etape | bjergetape        | Jonas Vingegaard | Jonas Vingegaard | Jonas Vingegaard | Jon Barrenetxea | Brandon McNulty   | Mikel Landa        | Soudal Quick-Step |
| Samlet   | Samlet            |                  | Jonas Vingegaard | Jonas Vingegaard | Jon Barrenetxea | Brandon McNulty   | ikke uddelt        | Soudal Quick-Step |

## Resultater

### Samlede stilling
| \| Samlede stilling \| Samlede stilling \| Samlede stilling \| Samlede stilling \| Samlede stilling \| \| Rytter \| Rytter \| Hold \| Tid \| \| \| ---------------- \| ------------------ \| ------------------------ \| ---------------- \| ---------------- \| \| 1. \| Jonas Vingegaard \| Jumbo-Visma \| 24t 45' 24" \| \| \| 2. \| Mikel Landa \| Bahrain Victorious \| + 1' 12" \| \| \| 3. \| Jon Izagirre \| Cofidis \| + 1' 29" \| \| \| 4. \| David Gaudu \| Groupama-FDJ \| + 1' 31" \| \| \| 5. \| Enric Mas \| Movistar Team \| + 1' 36" \| \| \| 6. \| Sergio Higuita \| Bora-Hansgrohe \| + 1' 37" \| \| \| 7. \| Brandon McNulty \| UAE Team Emirates \| + 1' 38" \| \| \| 8. \| James Knox \| Soudal Quick-Step \| + 1' 38" \| \| \| 9. \| Simon Yates \| Team Jayco AlUla \| + 1' 39" \| \| \| 10. \| Felix Gall \| AG2R Citroën Team \| + 1' 50" \| \| \| 11. \| Mauro Schmid \| Soudal Quick-Step \| + 2' 36" \| \| \| 12. \| Esteban Chaves \| EF Education-EasyPost \| + 3' 01" \| \| \| 13. \| Attila Valter \| Jumbo-Visma \| + 3' 13" \| \| \| 14. \| Cristián Rodríguez \| Arkéa-Samsic \| + 3' 23" \| \| \| 15. \| Rein Taaramäe \| Intermarché-Circus-Wanty \| + 3' 39" \| \| \| 16. \| Matteo Sobrero \| Team Jayco AlUla \| + 4' 00" \| \| \| 17. \| Mattias Skjelmose \| Trek-Segafredo \| + 4' 43" \| \| \| 18. \| Rigoberto Urán \| EF Education-EasyPost \| + 5' 03" \| \| \| 19. \| Emanuel Buchmann \| Bora-Hansgrohe \| + 5' 50" \| \| \| 20. \| Víctor de la Parte \| TotalEnergies \| + 5' 58" \| \| \| 21. \| Mikel Bizkarra \| Euskaltel-Euskadi \| + 6' 11" \| \| \| 22. \| Luis León Sánchez \| Astana Qazaqstan Team \| + 6' 53" \| \| \| 23. \| Ruben Guerreiro \| Movistar Team \| + 7' 07" \| \| \| 24. \| Juan Pedro López \| Trek-Segafredo \| + 7' 12" \| \| \| 25. \| Mattia Cattaneo \| Soudal Quick-Step \| + 7' 20" \| \| |                    |                          |             |
| |                    |                          |             |
| Kilde: ProCyclingStats |                    |                          |             |
| Samlede stilling |                    |                          |             |
| Rytter | Rytter             | Hold                     | Tid         |
| 1. | Jonas Vingegaard   | Jumbo-Visma              | 24t 45' 24" |
| 2. | Mikel Landa        | Bahrain Victorious       | + 1' 12"    |
| 3. | Jon Izagirre       | Cofidis                  | + 1' 29"    |
| 4. | David Gaudu        | Groupama-FDJ             | + 1' 31"    |
| 5. | Enric Mas          | Movistar Team            | + 1' 36"    |
| 6. | Sergio Higuita     | Bora-Hansgrohe           | + 1' 37"    |
| 7. | Brandon McNulty    | UAE Team Emirates        | + 1' 38"    |
| 8. | James Knox         | Soudal Quick-Step        | + 1' 38"    |
| 9. | Simon Yates        | Team Jayco AlUla         | + 1' 39"    |
| 10. | Felix Gall         | AG2R Citroën Team        | + 1' 50"    |
| 11. | Mauro Schmid       | Soudal Quick-Step        | + 2' 36"    |
| 12. | Esteban Chaves     | EF Education-EasyPost    | + 3' 01"    |
| 13. | Attila Valter      | Jumbo-Visma              | + 3' 13"    |
| 14. | Cristián Rodríguez | Arkéa-Samsic             | + 3' 23"    |
| 15. | Rein Taaramäe      | Intermarché-Circus-Wanty | + 3' 39"    |
| 16. | Matteo Sobrero     | Team Jayco AlUla         | + 4' 00"    |
| 17. | Mattias Skjelmose  | Trek-Segafredo           | + 4' 43"    |
| 18. | Rigoberto Urán     | EF Education-EasyPost    | + 5' 03"    |
| 19. | Emanuel Buchmann   | Bora-Hansgrohe           | + 5' 50"    |
| 20. | Víctor de la Parte | TotalEnergies            | + 5' 58"    |
| 21. | Mikel Bizkarra     | Euskaltel-Euskadi        | + 6' 11"    |
| 22. | Luis León Sánchez  | Astana Qazaqstan Team    | + 6' 53"    |
| 23. | Ruben Guerreiro    | Movistar Team            | + 7' 07"    |
| 24. | Juan Pedro López   | Trek-Segafredo           | + 7' 12"    |
| 25. | Mattia Cattaneo    | Soudal Quick-Step        | + 7' 20"    |

### Pointkonkurrencen
| Pointkonkurrence | Pointkonkurrence  | Pointkonkurrence   | Pointkonkurrence | Pointkonkurrence |
| Rytter           | Rytter            | Hold               | Point            |                  |
| ---------------- | ----------------- | ------------------ | ---------------- | ---------------- |
| 1.               | Jonas Vingegaard  | Jumbo-Visma        | 102 point        |                  |
| 2.               | Mauro Schmid      | Soudal Quick-Step  | 67 point         |                  |
| 3.               | Mikel Landa       | Bahrain Victorious | 55 point         |                  |
| 4.               | Jon Izagirre      | Cofidis            | 51 point         |                  |
| 5.               | Matteo Sobrero    | Team Jayco AlUla   | 51 point         |                  |
| 6.               | Mattias Skjelmose | Trek-Segafredo     | 50 point         |                  |
| 7.               | Brandon McNulty   | UAE Team Emirates  | 48 point         |                  |
| 8.               | David Gaudu       | Groupama-FDJ       | 47 point         |                  |
| 9.               | Sergio Higuita    | Bora-Hansgrohe     | 44 point         |                  |
| 10.              | Alex Aranburu     | Movistar Team      | 34 point         |                  |

### Bjergkonkurrencen
| Bjergkonkurrence | Bjergkonkurrence  | Bjergkonkurrence         | Bjergkonkurrence | Bjergkonkurrence |
| Rytter           | Rytter            | Hold                     | Point            |                  |
| ---------------- | ----------------- | ------------------------ | ---------------- | ---------------- |
| 1.               | Jon Barrenetxea   | Caja Rural-Seguros RGA   | 35 point         |                  |
| 2.               | Esteban Chaves    | EF Education-EasyPost    | 27 point         |                  |
| 3.               | Ruben Guerreiro   | Movistar Team            | 25 point         |                  |
| 4.               | Jonas Vingegaard  | Jumbo-Visma              | 19 point         |                  |
| 5.               | Steven Kruijswijk | Jumbo-Visma              | 18 point         |                  |
| 6.               | Rémi Cavagna      | Soudal Quick-Step        | 18 point         |                  |
| 7.               | Mattia Cattaneo   | Soudal Quick-Step        | 14 point         |                  |
| 8.               | Alan Jousseaume   | TotalEnergies            | 11 point         |                  |
| 9.               | Georg Zimmermann  | Intermarché-Circus-Wanty | 10 point         |                  |
| 10.              | Mikel Landa       | Bahrain Victorious       | 8 point          |                  |

### Ungdomskonkurrencen
| Ungdomskonkurrence | Ungdomskonkurrence | Ungdomskonkurrence       | Ungdomskonkurrence | Ungdomskonkurrence |
| Rytter             | Rytter             | Hold                     | Tid                |                    |
| ------------------ | ------------------ | ------------------------ | ------------------ | ------------------ |
| 1.                 | Brandon McNulty    | UAE Team Emirates        | 24t 47' 02"        |                    |
| 2.                 | Felix Gall         | AG2R Citroën Team        | + 12"              |                    |
| 3.                 | Mauro Schmid       | Soudal Quick-Step        | + 58"              |                    |
| 4.                 | Attila Valter      | Jumbo-Visma              | + 1' 35"           |                    |
| 5.                 | Mattias Skjelmose  | Trek-Segafredo           | + 3' 05"           |                    |
| 6.                 | Andreas Leknessund | Team DSM                 | + 6' 06"           |                    |
| 7.                 | Igor Arrieta       | Equipo Kern Pharma       | + 6' 20"           |                    |
| 8.                 | Marc Hirschi       | UAE Team Emirates        | + 14' 42"          |                    |
| 9.                 | Laurens Huys       | Intermarché-Circus-Wanty | + 18' 04"          |                    |
| 10.                | Romain Grégoire    | Groupama-FDJ             | + 32' 33"          |                    |

### Holdkonkurrencen
| Holdkonkurrence | Holdkonkurrence       | Holdkonkurrence | Holdkonkurrence |
| Hold            | Hold                  | Tid             |                 |
| --------------- | --------------------- | --------------- | --------------- |
| 1.              | Soudal Quick-Step     | 74t 24' 59"     |                 |
| 2.              | Jumbo-Visma           | + 3' 29"        |                 |
| 3.              | Movistar Team         | + 5' 58"        |                 |
| 4.              | Bora-Hansgrohe        | + 14' 43"       |                 |
| 5.              | EF Education-EasyPost | + 15' 19"       |                 |
| 6.              | Arkéa-Samsic          | + 17' 21"       |                 |
| 7.              | Team Jayco AlUla      | + 20' 16"       |                 |
| 8.              | Trek-Segafredo        | + 20' 37"       |                 |
| 9.              | Groupama-FDJ          | + 21' 52"       |                 |
| 10.             | Cofidis               | + 32' 46"       |                 |

## Hold og ryttere
| UCI WorldTeams (18)- AG2R Citroën Team - Alpecin-Deceuninck - Astana Qazaqstan Team - Bahrain Victorious - Bora-Hansgrohe - Cofidis - EF Education-EasyPost - Groupama-FDJ - Ineos Grenadiers - Intermarché-Circus-Wanty - Jumbo-Visma - Movistar Team - Soudal Quick-Step - Arkéa-Samsic - Team Jayco AlUla - Team DSM - Trek-Segafredo - UAE Team Emirates UCI ProTeams (5)- Burgos-BH - Caja Rural-Seguros RGA - Equipo Kern Pharma - Euskaltel-Euskadi - TotalEnergies |
| |

### Danske ryttere
| Danske ryttere på startlisten |                         |                  |           |
| Rygnummer                     | Rytter                  | Hold             | Placering |
| 115                           | Christopher Juul-Jensen | Team Jayco AlUla | 71        |
| 154                           | Mattias Skjelmose       | Trek-Segafredo   | 17        |
| 161                           | Jonas Vingegaard        | Team Jumbo-Visma | 1         |

* DNF = gennemførte ikke

### Startliste
| Ineos Grenadiers IGD | Ineos Grenadiers IGD        | Ineos Grenadiers IGD |
| -------------------- | --------------------------- | -------------------- |
| Nr.                  | Rytter                      | Placering            |
| 1                    | Daniel Martínez (COL)       | 34.                  |
| 2                    | Egan Bernal (COL)           | 92.                  |
| 3                    | Jonathan Castroviejo (ESP)  | 48.                  |
| 4                    | Omar Fraile (ESP)           | 55.                  |
| 5                    | Ethan Hayter (GBR)          | 73.                  |
| 6                    | Brandon Rivera (COL)        | DNF-6                |
| 7                    | Luke Plapp (AUS) (landevej) | DNF-6                |

| AG2R Citroën Team ACT | AG2R Citroën Team ACT        | AG2R Citroën Team ACT |
| --------------------- | ---------------------------- | --------------------- |
| Nr.                   | Rytter                       | Placering             |
| 11                    | Andrea Vendrame (ITA)        | DNF-6                 |
| 12                    | Alex Baudin (FRA)            | HD-6                  |
| 13                    | Felix Gall (AUT)             | 10.                   |
| 14                    | Jaakko Hänninen (FIN)        | DNS-1                 |
| 15                    | Larry Warbasse (USA)         | 93.                   |
| 16                    | Valentin Paret-Peintre (FRA) | 69.                   |
| 17                    | Nicolas Prodhomme (FRA)      | DNF-6                 |

| Alpecin-Deceuninck ADC | Alpecin-Deceuninck ADC | Alpecin-Deceuninck ADC |
| ---------------------- | ---------------------- | ---------------------- |
| Nr.                    | Rytter                 | Placering              |
| 21                     | Stefano Oldani (ITA)   | DNF-4                  |
| 22                     | Tobias Bayer (AUT)     | 88.                    |
| 23                     | Nicola Conci (ITA)     | DNF-5                  |
| 24                     | Quinten Hermans (BEL)  | 52.                    |
| 25                     | Jimmy Janssens (BEL)   | 101.                   |
| 26                     | Oscar Riesebeek (NED)  | DNS-4                  |
| 27                     | Robert Stannard (AUS)  | DNF-5                  |

| Arkéa-Samsic ARK | Arkéa-Samsic ARK          | Arkéa-Samsic ARK |
| ---------------- | ------------------------- | ---------------- |
| Nr.              | Rytter                    | Placering        |
| 31               | Cristián Rodríguez (ESP)  | 14.              |
| 32               | Clément Champoussin (FRA) | DNF-6            |
| 33               | Thibault Guernalec (FRA)  | DNF-6            |
| 34               | Simon Guglielmi (FRA)     | 30.              |
| 35               | Michel Ries (LUX)         | 65.              |
| 36               | Alan Riou (FRA)           | DNF-6            |
| 37               | Alessandro Verre (ITA)    | DNF-2            |

| Astana Qazaqstan Team AST | Astana Qazaqstan Team AST | Astana Qazaqstan Team AST |
| ------------------------- | ------------------------- | ------------------------- |
| Nr.                       | Rytter                    | Placering                 |
| 41                        | Luis León Sánchez (ESP)   | 22.                       |
| 42                        | Gianni Moscon (ITA)       | DNS-5                     |
| 43                        | David de la Cruz (ESP)    | 31.                       |
| 44                        | Fabio Felline (ITA)       | DNF-5                     |
| 45                        | Andrej Zejts (KAZ)        | 51.                       |
| 46                        | Javier Romo (ESP)         | DNF-3                     |
| 47                        | Cristian Scaroni (ITA)    | DNF-4                     |

| Bora-Hansgrohe BOH | Bora-Hansgrohe BOH     | Bora-Hansgrohe BOH |
| ------------------ | ---------------------- | ------------------ |
| Nr.                | Rytter                 | Placering          |
| 51                 | Emanuel Buchmann (GER) | 19.                |
| 52                 | Giovanni Aleotti (ITA) | 59.                |
| 53                 | Sergio Higuita (COL)   | 6.                 |
| 54                 | Luis-Joe Lührs (GER)   | DNF-5              |
| 55                 | Anton Palzer (GER)     | 60.                |
| 56                 | Ide Schelling (NED)    | DNF-6              |
| 57                 | Florian Lipowitz (GER) | 75.                |

| Cofidis COF | Cofidis COF           | Cofidis COF |
| ----------- | --------------------- | ----------- |
| Nr.         | Rytter                | Placering   |
| 61          | Jon Izagirre (ESP)    | 3.          |
| 62          | Thomas Champion (FRA) | DNF-6       |
| 63          | Simon Geschke (GER)   | 87.         |
| 64          | José Herrada (ESP)    | 83.         |
| 65          | Jonathan Lastra (ESP) | 35.         |
| 66          | Rémy Rochas (FRA)     | 47.         |
| 67          | Harrison Wood (GBR)   | DNF-3       |

| Team DSM DSM | Team DSM DSM             | Team DSM DSM |
| ------------ | ------------------------ | ------------ |
| Nr.          | Rytter                   | Placering    |
| 71           | Florian Stork (GER)      | 38.          |
| 72           | Romain Combaud (FRA)     | 100.         |
| 73           | Matthew Dinham (AUS)     | 84.          |
| 74           | Andreas Leknessund (NOR) | 26.          |
| 75           | Martijn Tusveld (NED)    | 70.          |
| 76           | Harm Vanhoucke (BEL)     | 57.          |
| 77           | Henri Vandenabeele (BEL) | DNF-5        |

| EF Education-EasyPost EFE | EF Education-EasyPost EFE        | EF Education-EasyPost EFE |
| ------------------------- | -------------------------------- | ------------------------- |
| Nr.                       | Rytter                           | Placering                 |
| 81                        | Richard Carapaz (ECU) (landevej) | DNF-5                     |
| 82                        | Andrey Amador (CRC)              | 80.                       |
| 83                        | Jonathan Caicedo (ECU)           | 77.                       |
| 84                        | Esteban Chaves (COL) (landevej)  | 12.                       |
| 85                        | Odd Christian Eiking (NOR)       | 46.                       |
| 86                        | Merhawi Kudus (ERI) (landevej)   | 68.                       |
| 87                        | Rigoberto Urán (COL)             | 18.                       |

| Groupama-FDJ GFC | Groupama-FDJ GFC         | Groupama-FDJ GFC |
| ---------------- | ------------------------ | ---------------- |
| Nr.              | Rytter                   | Placering        |
| 91               | David Gaudu (FRA)        | 4.               |
| 92               | Bruno Armirail (FRA)     | 61.              |
| 93               | Romain Grégoire (FRA)    | 50.              |
| 94               | Matthieu Ladagnous (FRA) | 97.              |
| 95               | Quentin Pacher (FRA)     | 37.              |
| 96               | Michael Storer (AUS)     | 44.              |
| 97               | Lars van den Berg (NED)  | HD-6             |

| Intermarché-Circus-Wanty ICW | Intermarché-Circus-Wanty ICW | Intermarché-Circus-Wanty ICW |
| ---------------------------- | ---------------------------- | ---------------------------- |
| Nr.                          | Rytter                       | Placering                    |
| 101                          | Rui Costa (POR)              | DNF-6                        |
| 102                          | Lilian Calmejane (FRA)       | 62.                          |
| 103                          | Tom Paquot (BEL)             | DNF-4                        |
| 104                          | Laurens Huys (BEL)           | 42.                          |
| 105                          | Dion Smith (NZL)             | 49.                          |
| 106                          | Rein Taaramäe (EST)          | 15.                          |
| 107                          | Georg Zimmermann (GER)       | 54.                          |

| Team Jayco AlUla JAY | Team Jayco AlUla JAY          | Team Jayco AlUla JAY |
| -------------------- | ----------------------------- | -------------------- |
| Nr.                  | Rytter                        | Placering            |
| 111                  | Simon Yates (GBR)             | 9.                   |
| 112                  | Lawson Craddock (USA)         | 76.                  |
| 113                  | Eddie Dunbar (IRL)            | 72.                  |
| 114                  | Chris Harper (AUS)            | DNF-6                |
| 115                  | Christopher Juul-Jensen (DEN) | 71.                  |
| 116                  | Jan Maas (NED)                | 89.                  |
| 117                  | Matteo Sobrero (ITA)          | 16.                  |

| Movistar Team MOV | Movistar Team MOV     | Movistar Team MOV |
| ----------------- | --------------------- | ----------------- |
| Nr.               | Rytter                | Placering         |
| 121               | Enric Mas (ESP)       | 5.                |
| 122               | Ruben Guerreiro (POR) | 23.               |
| 123               | Alex Aranburu (ESP)   | 36.               |
| 124               | Jorge Arcas (ESP)     | 86.               |
| 125               | Nelson Oliveira (POR) | 33.               |
| 126               | Gonzalo Serrano (ESP) | 79.               |
| 127               | Gorka Izagirre (ESP)  | 41.               |

| Soudal Quick-Step SOQ | Soudal Quick-Step SOQ | Soudal Quick-Step SOQ |
| --------------------- | --------------------- | --------------------- |
| Nr.                   | Rytter                | Placering             |
| 131                   | Rémi Cavagna (FRA)    | 63.                   |
| 132                   | Andrea Bagioli (ITA)  | DNF-6                 |
| 133                   | Dries Devenyns (BEL)  | DNF-6                 |
| 134                   | James Knox (GBR)      | 8.                    |
| 135                   | Mauro Schmid (SUI)    | 11.                   |
| 136                   | Martin Svrček (SVK)   | DNF-6                 |
| 137                   | Mattia Cattaneo (ITA) | 25.                   |

| Bahrain Victorious TBV | Bahrain Victorious TBV           | Bahrain Victorious TBV |
| ---------------------- | -------------------------------- | ---------------------- |
| Nr.                    | Rytter                           | Placering              |
| 141                    | Mikel Landa (ESP)                | 2.                     |
| 142                    | Pello Bilbao (ESP)               | DNS-2                  |
| 143                    | Yukiya Arashiro (JPN) (landevej) | DNF-6                  |
| 144                    | Rainer Kepplinger (AUT)          | DNF-6                  |
| 145                    | Hermann Pernsteiner (AUT)        | 28.                    |
| 146                    | Jasha Sütterlin (GER)            | DNF-6                  |
| 147                    | Edoardo Zambanini (ITA)          | 67.                    |

| Trek-Segafredo TFS | Trek-Segafredo TFS            | Trek-Segafredo TFS |
| ------------------ | ----------------------------- | ------------------ |
| Nr.                | Rytter                        | Placering          |
| 151                | Tony Gallopin (FRA)           | 40.                |
| 152                | Jon Aberasturi (ESP)          | DNF-6              |
| 153                | Amanuel Ghebreigzabhier (ERI) | 78.                |
| 154                | Mattias Skjelmose (DEN)       | 17.                |
| 155                | Bauke Mollema (NED)           | 43.                |
| 156                | Juan Pedro López (ESP)        | 24.                |
| 157                | Natnael Tesfatsion (ERI)      | DNF-6              |

| Jumbo-Visma TJV | Jumbo-Visma TJV                | Jumbo-Visma TJV |
| --------------- | ------------------------------ | --------------- |
| Nr.             | Rytter                         | Placering       |
| 161             | Jonas Vingegaard (DEN)         | 1.              |
| 162             | Rohan Dennis (AUS)             | DNF-4           |
| 163             | Lennard Hofstede (NED)         | DNF-6           |
| 164             | Steven Kruijswijk (NED)        | 32.             |
| 165             | Gijs Leemreize (NED)           | 82.             |
| 166             | Sam Oomen (NED)                | 29.             |
| 167             | Attila Valter (HUN) (landevej) | 13.             |

| UAE Team Emirates UAD | UAE Team Emirates UAD                | UAE Team Emirates UAD |
| --------------------- | ------------------------------------ | --------------------- |
| Nr.                   | Rytter                               | Placering             |
| 171                   | Brandon McNulty (USA)                | 7.                    |
| 172                   | Marc Hirschi (SUI)                   | 39.                   |
| 173                   | Davide Formolo (ITA)                 | DNF-6                 |
| 174                   | Felix Großschartner (AUT) (landevej) | DNF-6                 |
| 175                   | Michael Vink (NZL)                   | 91.                   |
| 176                   | Marc Soler (ESP)                     | DNF-2                 |
| 177                   | Domen Novak (SLO)                    | 98.                   |

| Burgos-BH BBH | Burgos-BH BBH              | Burgos-BH BBH |
| ------------- | -------------------------- | ------------- |
| Nr.           | Rytter                     | Placering     |
| 181           | Ander Okamika (ESP)        | 90.           |
| 182           | Andrés Camilo Ardila (COL) | DNF-5         |
| 183           | Antonio Angulo (ESP)       | DNF-6         |
| 184           | José Manuel Díaz (ESP)     | DNF-6         |
| 185           | Jesús Ezquerra (ESP)       | DNS-4         |
| 186           | Victor Langellotti (MON)   | 56.           |
| 187           | Daniel Navarro (ESP)       | DNF-6         |

| Caja Rural-Seguros RGA CJR | Caja Rural-Seguros RGA CJR     | Caja Rural-Seguros RGA CJR |
| -------------------------- | ------------------------------ | -------------------------- |
| Nr.                        | Rytter                         | Placering                  |
| 191                        | Jokin Murguialday (ESP)        | DNF-6                      |
| 192                        | Orluis Aular (VEN) (landevej)  | DNS-6                      |
| 193                        | Abel Balderstone (ESP)         | 66.                        |
| 194                        | Jon Barrenetxea (ESP)          | 99.                        |
| 195                        | Jefferson Alveiro Cepeda (ECU) | DNF-6                      |
| 196                        | Joel Nicolau (ESP)             | 102.                       |
| 197                        | Eduard Prades (ESP)            | DNF-5                      |

| Equipo Kern Pharma EKP | Equipo Kern Pharma EKP     | Equipo Kern Pharma EKP |
| ---------------------- | -------------------------- | ---------------------- |
| Nr.                    | Rytter                     | Placering              |
| 201                    | Jordi López (ESP)          | 96.                    |
| 202                    | Jon Agirre (ESP)           | DNF-6                  |
| 203                    | Igor Arrieta (ESP)         | 27.                    |
| 204                    | Giovanni Carboni (ITA)     | 74.                    |
| 205                    | Iñigo Elosegui (ESP)       | DNS-6                  |
| 206                    | Carlos García Pierna (ESP) | HD-6                   |
| 207                    | Ibon Ruiz (ESP)            | 95.                    |

| Euskaltel-Euskadi EUS | Euskaltel-Euskadi EUS  | Euskaltel-Euskadi EUS |
| --------------------- | ---------------------- | --------------------- |
| Nr.                   | Rytter                 | Placering             |
| 211                   | Mikel Bizkarra (ESP)   | 21.                   |
| 212                   | Joan Bou (ESP)         | 85.                   |
| 213                   | Carlos Canal (ESP)     | DNF-6                 |
| 214                   | Asier Etxeberria (ESP) | DNF-6                 |
| 215                   | Unai Iribar (ESP)      | 64.                   |
| 216                   | Txomin Juaristi (ESP)  | 81.                   |
| 217                   | Gotzon Martín (ESP)    | 45.                   |

| TotalEnergies TEN | TotalEnergies TEN        | TotalEnergies TEN |
| ----------------- | ------------------------ | ----------------- |
| Nr.               | Rytter                   | Placering         |
| 221               | Víctor de la Parte (ESP) | 20.               |
| 222               | Mathieu Burgaudeau (FRA) | 53.               |
| 223               | Jérémy Cabot (FRA)       | 94.               |
| 224               | Steff Cras (BEL)         | DNF-6             |
| 225               | Alan Jousseaume (FRA)    | 58.               |
| 226               | Pierre Latour (FRA)      | DNF-6             |
| 227               | Alexis Vuillermoz (FRA)  | DNF-2             |

| Ineos Grenadiers IGD | Ineos Grenadiers IGD        | Ineos Grenadiers IGD |
| -------------------- | --------------------------- | -------------------- |
| Nr.                  | Rytter                      | Placering            |
| 1                    | Daniel Martínez (COL)       | 34.                  |
| 2                    | Egan Bernal (COL)           | 92.                  |
| 3                    | Jonathan Castroviejo (ESP)  | 48.                  |
| 4                    | Omar Fraile (ESP)           | 55.                  |
| 5                    | Ethan Hayter (GBR)          | 73.                  |
| 6                    | Brandon Rivera (COL)        | DNF-6                |
| 7                    | Luke Plapp (AUS) (landevej) | DNF-6                |

| AG2R Citroën Team ACT | AG2R Citroën Team ACT        | AG2R Citroën Team ACT |
| --------------------- | ---------------------------- | --------------------- |
| Nr.                   | Rytter                       | Placering             |
| 11                    | Andrea Vendrame (ITA)        | DNF-6                 |
| 12                    | Alex Baudin (FRA)            | HD-6                  |
| 13                    | Felix Gall (AUT)             | 10.                   |
| 14                    | Jaakko Hänninen (FIN)        | DNS-1                 |
| 15                    | Larry Warbasse (USA)         | 93.                   |
| 16                    | Valentin Paret-Peintre (FRA) | 69.                   |
| 17                    | Nicolas Prodhomme (FRA)      | DNF-6                 |

| Alpecin-Deceuninck ADC | Alpecin-Deceuninck ADC | Alpecin-Deceuninck ADC |
| ---------------------- | ---------------------- | ---------------------- |
| Nr.                    | Rytter                 | Placering              |
| 21                     | Stefano Oldani (ITA)   | DNF-4                  |
| 22                     | Tobias Bayer (AUT)     | 88.                    |
| 23                     | Nicola Conci (ITA)     | DNF-5                  |
| 24                     | Quinten Hermans (BEL)  | 52.                    |
| 25                     | Jimmy Janssens (BEL)   | 101.                   |
| 26                     | Oscar Riesebeek (NED)  | DNS-4                  |
| 27                     | Robert Stannard (AUS)  | DNF-5                  |

| Arkéa-Samsic ARK | Arkéa-Samsic ARK          | Arkéa-Samsic ARK |
| ---------------- | ------------------------- | ---------------- |
| Nr.              | Rytter                    | Placering        |
| 31               | Cristián Rodríguez (ESP)  | 14.              |
| 32               | Clément Champoussin (FRA) | DNF-6            |
| 33               | Thibault Guernalec (FRA)  | DNF-6            |
| 34               | Simon Guglielmi (FRA)     | 30.              |
| 35               | Michel Ries (LUX)         | 65.              |
| 36               | Alan Riou (FRA)           | DNF-6            |
| 37               | Alessandro Verre (ITA)    | DNF-2            |

| Astana Qazaqstan Team AST | Astana Qazaqstan Team AST | Astana Qazaqstan Team AST |
| ------------------------- | ------------------------- | ------------------------- |
| Nr.                       | Rytter                    | Placering                 |
| 41                        | Luis León Sánchez (ESP)   | 22.                       |
| 42                        | Gianni Moscon (ITA)       | DNS-5                     |
| 43                        | David de la Cruz (ESP)    | 31.                       |
| 44                        | Fabio Felline (ITA)       | DNF-5                     |
| 45                        | Andrej Zejts (KAZ)        | 51.                       |
| 46                        | Javier Romo (ESP)         | DNF-3                     |
| 47                        | Cristian Scaroni (ITA)    | DNF-4                     |

| Bora-Hansgrohe BOH | Bora-Hansgrohe BOH     | Bora-Hansgrohe BOH |
| ------------------ | ---------------------- | ------------------ |
| Nr.                | Rytter                 | Placering          |
| 51                 | Emanuel Buchmann (GER) | 19.                |
| 52                 | Giovanni Aleotti (ITA) | 59.                |
| 53                 | Sergio Higuita (COL)   | 6.                 |
| 54                 | Luis-Joe Lührs (GER)   | DNF-5              |
| 55                 | Anton Palzer (GER)     | 60.                |
| 56                 | Ide Schelling (NED)    | DNF-6              |
| 57                 | Florian Lipowitz (GER) | 75.                |

| Cofidis COF | Cofidis COF           | Cofidis COF |
| ----------- | --------------------- | ----------- |
| Nr.         | Rytter                | Placering   |
| 61          | Jon Izagirre (ESP)    | 3.          |
| 62          | Thomas Champion (FRA) | DNF-6       |
| 63          | Simon Geschke (GER)   | 87.         |
| 64          | José Herrada (ESP)    | 83.         |
| 65          | Jonathan Lastra (ESP) | 35.         |
| 66          | Rémy Rochas (FRA)     | 47.         |
| 67          | Harrison Wood (GBR)   | DNF-3       |

| Team DSM DSM | Team DSM DSM             | Team DSM DSM |
| ------------ | ------------------------ | ------------ |
| Nr.          | Rytter                   | Placering    |
| 71           | Florian Stork (GER)      | 38.          |
| 72           | Romain Combaud (FRA)     | 100.         |
| 73           | Matthew Dinham (AUS)     | 84.          |
| 74           | Andreas Leknessund (NOR) | 26.          |
| 75           | Martijn Tusveld (NED)    | 70.          |
| 76           | Harm Vanhoucke (BEL)     | 57.          |
| 77           | Henri Vandenabeele (BEL) | DNF-5        |

| EF Education-EasyPost EFE | EF Education-EasyPost EFE        | EF Education-EasyPost EFE |
| ------------------------- | -------------------------------- | ------------------------- |
| Nr.                       | Rytter                           | Placering                 |
| 81                        | Richard Carapaz (ECU) (landevej) | DNF-5                     |
| 82                        | Andrey Amador (CRC)              | 80.                       |
| 83                        | Jonathan Caicedo (ECU)           | 77.                       |
| 84                        | Esteban Chaves (COL) (landevej)  | 12.                       |
| 85                        | Odd Christian Eiking (NOR)       | 46.                       |
| 86                        | Merhawi Kudus (ERI) (landevej)   | 68.                       |
| 87                        | Rigoberto Urán (COL)             | 18.                       |

| Groupama-FDJ GFC | Groupama-FDJ GFC         | Groupama-FDJ GFC |
| ---------------- | ------------------------ | ---------------- |
| Nr.              | Rytter                   | Placering        |
| 91               | David Gaudu (FRA)        | 4.               |
| 92               | Bruno Armirail (FRA)     | 61.              |
| 93               | Romain Grégoire (FRA)    | 50.              |
| 94               | Matthieu Ladagnous (FRA) | 97.              |
| 95               | Quentin Pacher (FRA)     | 37.              |
| 96               | Michael Storer (AUS)     | 44.              |
| 97               | Lars van den Berg (NED)  | HD-6             |

| Intermarché-Circus-Wanty ICW | Intermarché-Circus-Wanty ICW | Intermarché-Circus-Wanty ICW |
| ---------------------------- | ---------------------------- | ---------------------------- |
| Nr.                          | Rytter                       | Placering                    |
| 101                          | Rui Costa (POR)              | DNF-6                        |
| 102                          | Lilian Calmejane (FRA)       | 62.                          |
| 103                          | Tom Paquot (BEL)             | DNF-4                        |
| 104                          | Laurens Huys (BEL)           | 42.                          |
| 105                          | Dion Smith (NZL)             | 49.                          |
| 106                          | Rein Taaramäe (EST)          | 15.                          |
| 107                          | Georg Zimmermann (GER)       | 54.                          |

| Team Jayco AlUla JAY | Team Jayco AlUla JAY          | Team Jayco AlUla JAY |
| -------------------- | ----------------------------- | -------------------- |
| Nr.                  | Rytter                        | Placering            |
| 111                  | Simon Yates (GBR)             | 9.                   |
| 112                  | Lawson Craddock (USA)         | 76.                  |
| 113                  | Eddie Dunbar (IRL)            | 72.                  |
| 114                  | Chris Harper (AUS)            | DNF-6                |
| 115                  | Christopher Juul-Jensen (DEN) | 71.                  |
| 116                  | Jan Maas (NED)                | 89.                  |
| 117                  | Matteo Sobrero (ITA)          | 16.                  |

| Movistar Team MOV | Movistar Team MOV     | Movistar Team MOV |
| ----------------- | --------------------- | ----------------- |
| Nr.               | Rytter                | Placering         |
| 121               | Enric Mas (ESP)       | 5.                |
| 122               | Ruben Guerreiro (POR) | 23.               |
| 123               | Alex Aranburu (ESP)   | 36.               |
| 124               | Jorge Arcas (ESP)     | 86.               |
| 125               | Nelson Oliveira (POR) | 33.               |
| 126               | Gonzalo Serrano (ESP) | 79.               |
| 127               | Gorka Izagirre (ESP)  | 41.               |

| Soudal Quick-Step SOQ | Soudal Quick-Step SOQ | Soudal Quick-Step SOQ |
| --------------------- | --------------------- | --------------------- |
| Nr.                   | Rytter                | Placering             |
| 131                   | Rémi Cavagna (FRA)    | 63.                   |
| 132                   | Andrea Bagioli (ITA)  | DNF-6                 |
| 133                   | Dries Devenyns (BEL)  | DNF-6                 |
| 134                   | James Knox (GBR)      | 8.                    |
| 135                   | Mauro Schmid (SUI)    | 11.                   |
| 136                   | Martin Svrček (SVK)   | DNF-6                 |
| 137                   | Mattia Cattaneo (ITA) | 25.                   |

| Bahrain Victorious TBV | Bahrain Victorious TBV           | Bahrain Victorious TBV |
| ---------------------- | -------------------------------- | ---------------------- |
| Nr.                    | Rytter                           | Placering              |
| 141                    | Mikel Landa (ESP)                | 2.                     |
| 142                    | Pello Bilbao (ESP)               | DNS-2                  |
| 143                    | Yukiya Arashiro (JPN) (landevej) | DNF-6                  |
| 144                    | Rainer Kepplinger (AUT)          | DNF-6                  |
| 145                    | Hermann Pernsteiner (AUT)        | 28.                    |
| 146                    | Jasha Sütterlin (GER)            | DNF-6                  |
| 147                    | Edoardo Zambanini (ITA)          | 67.                    |

| Trek-Segafredo TFS | Trek-Segafredo TFS            | Trek-Segafredo TFS |
| ------------------ | ----------------------------- | ------------------ |
| Nr.                | Rytter                        | Placering          |
| 151                | Tony Gallopin (FRA)           | 40.                |
| 152                | Jon Aberasturi (ESP)          | DNF-6              |
| 153                | Amanuel Ghebreigzabhier (ERI) | 78.                |
| 154                | Mattias Skjelmose (DEN)       | 17.                |
| 155                | Bauke Mollema (NED)           | 43.                |
| 156                | Juan Pedro López (ESP)        | 24.                |
| 157                | Natnael Tesfatsion (ERI)      | DNF-6              |

| Jumbo-Visma TJV | Jumbo-Visma TJV                | Jumbo-Visma TJV |
| --------------- | ------------------------------ | --------------- |
| Nr.             | Rytter                         | Placering       |
| 161             | Jonas Vingegaard (DEN)         | 1.              |
| 162             | Rohan Dennis (AUS)             | DNF-4           |
| 163             | Lennard Hofstede (NED)         | DNF-6           |
| 164             | Steven Kruijswijk (NED)        | 32.             |
| 165             | Gijs Leemreize (NED)           | 82.             |
| 166             | Sam Oomen (NED)                | 29.             |
| 167             | Attila Valter (HUN) (landevej) | 13.             |

| UAE Team Emirates UAD | UAE Team Emirates UAD                | UAE Team Emirates UAD |
| --------------------- | ------------------------------------ | --------------------- |
| Nr.                   | Rytter                               | Placering             |
| 171                   | Brandon McNulty (USA)                | 7.                    |
| 172                   | Marc Hirschi (SUI)                   | 39.                   |
| 173                   | Davide Formolo (ITA)                 | DNF-6                 |
| 174                   | Felix Großschartner (AUT) (landevej) | DNF-6                 |
| 175                   | Michael Vink (NZL)                   | 91.                   |
| 176                   | Marc Soler (ESP)                     | DNF-2                 |
| 177                   | Domen Novak (SLO)                    | 98.                   |

| Burgos-BH BBH | Burgos-BH BBH              | Burgos-BH BBH |
| ------------- | -------------------------- | ------------- |
| Nr.           | Rytter                     | Placering     |
| 181           | Ander Okamika (ESP)        | 90.           |
| 182           | Andrés Camilo Ardila (COL) | DNF-5         |
| 183           | Antonio Angulo (ESP)       | DNF-6         |
| 184           | José Manuel Díaz (ESP)     | DNF-6         |
| 185           | Jesús Ezquerra (ESP)       | DNS-4         |
| 186           | Victor Langellotti (MON)   | 56.           |
| 187           | Daniel Navarro (ESP)       | DNF-6         |

| Caja Rural-Seguros RGA CJR | Caja Rural-Seguros RGA CJR     | Caja Rural-Seguros RGA CJR |
| -------------------------- | ------------------------------ | -------------------------- |
| Nr.                        | Rytter                         | Placering                  |
| 191                        | Jokin Murguialday (ESP)        | DNF-6                      |
| 192                        | Orluis Aular (VEN) (landevej)  | DNS-6                      |
| 193                        | Abel Balderstone (ESP)         | 66.                        |
| 194                        | Jon Barrenetxea (ESP)          | 99.                        |
| 195                        | Jefferson Alveiro Cepeda (ECU) | DNF-6                      |
| 196                        | Joel Nicolau (ESP)             | 102.                       |
| 197                        | Eduard Prades (ESP)            | DNF-5                      |

| Equipo Kern Pharma EKP | Equipo Kern Pharma EKP     | Equipo Kern Pharma EKP |
| ---------------------- | -------------------------- | ---------------------- |
| Nr.                    | Rytter                     | Placering              |
| 201                    | Jordi López (ESP)          | 96.                    |
| 202                    | Jon Agirre (ESP)           | DNF-6                  |
| 203                    | Igor Arrieta (ESP)         | 27.                    |
| 204                    | Giovanni Carboni (ITA)     | 74.                    |
| 205                    | Iñigo Elosegui (ESP)       | DNS-6                  |
| 206                    | Carlos García Pierna (ESP) | HD-6                   |
| 207                    | Ibon Ruiz (ESP)            | 95.                    |

| Euskaltel-Euskadi EUS | Euskaltel-Euskadi EUS  | Euskaltel-Euskadi EUS |
| --------------------- | ---------------------- | --------------------- |
| Nr.                   | Rytter                 | Placering             |
| 211                   | Mikel Bizkarra (ESP)   | 21.                   |
| 212                   | Joan Bou (ESP)         | 85.                   |
| 213                   | Carlos Canal (ESP)     | DNF-6                 |
| 214                   | Asier Etxeberria (ESP) | DNF-6                 |
| 215                   | Unai Iribar (ESP)      | 64.                   |
| 216                   | Txomin Juaristi (ESP)  | 81.                   |
| 217                   | Gotzon Martín (ESP)    | 45.                   |

| TotalEnergies TEN | TotalEnergies TEN        | TotalEnergies TEN |
| ----------------- | ------------------------ | ----------------- |
| Nr.               | Rytter                   | Placering         |
| 221               | Víctor de la Parte (ESP) | 20.               |
| 222               | Mathieu Burgaudeau (FRA) | 53.               |
| 223               | Jérémy Cabot (FRA)       | 94.               |
| 224               | Steff Cras (BEL)         | DNF-6             |
| 225               | Alan Jousseaume (FRA)    | 58.               |
| 226               | Pierre Latour (FRA)      | DNF-6             |
| 227               | Alexis Vuillermoz (FRA)  | DNF-2             |